# بول لافوند
بول سي لافوند (12 يوليو 1919 - 27 مايو 1988) كان سياسيًا كنديًا.

## نُبذة
ولد في هال، كيبيك، خدم مع القوات الجوية الملكية الكندية كضابط خلال الحرب العالمية الثانية. حصل على صليب الطيران المتميز في عام 1944 لدوره في إغراق غواصة ألمانية في المحيط الأطلسي. بعد الحرب، كان السكرتير التنفيذي للحزب الليبرالي في كندا وعمل في الاتحاد الليبرالي الكندي من عام 1948 إلى عام 1968.
تم استدعاؤه إلى مجلس الشيوخ الكندي بناء على نصيحة بيير ترودو الذي يمثل قسم مجلس الشيوخ الخليجي، كيبيك في عام 1970. وكان رئيس لجنة مجلس الشيوخ الخاصة للدفاع الوطني. توفي، وهو يشغل هذا المنصب، عام 1988.